# Karl Hermann Struve
Karl Herman Struve, vagy Hermann von Struve (Pulkovo, 1854. október 3. – Bad Herrenalb, Fekete-erdő, 1920. augusztus 12.) a német származású Struve család híres csillagászcsoportjának tagja volt, amelyhez nagyapja, Friedrich Georg Wilhelm von Struve, apja, Otto Wilhelm von Struve, testvére, Ludwig von Struve és unokaöccse, Otto Struve is tartozott. A Struve család többi csillagászával ellentétben Herman pályafutása nagy részét Németországban töltötte. A családi hagyományt folytatva Struve kutatásainak középpontjában a csillagászati objektumok helyzetének meghatározása állt. Különösen ismert volt a Naprendszer bolygói holdjaival kapcsolatos munkájáról és a pályapozíciójuk korrigálására szolgáló – holdak közötti perturbációs erőhatások megállapításához – módszer kidolgozásáról. Róla nevezték el a matematikai Struve-függvényt.

## Életpályája
Karl Herman Struve 1854-ben Carszkoje Szelóban, a cári család és az idelátogató nemesség egykori oroszországi rezidenciáján született, amely Szentpétervár központjától 26 kilométerre délre található. A gimnáziumot  Viborgban végezte, majd 1872-ben beiratkozott a Dorpati Cári Egyetemre (ma az észtországi Tartui Egyetem). Ottani tanulmányai során, 1874–1875-ben Struve részt vett egy expedícióban, amely a Vénusznak a Nap-korong előtti átvonulását figyelte meg. Ezt a megfigyelést az Japán-tenger oroszországi partján lévő Poszjet kikötőnél végezték. 1877-ben, diplomája megszerzése után a Pulkovói Obszervatórium tagja lett, és kétéves posztgraduális tanulmányokra külföldre küldték. Unokatestvére férjének kíséretében Struve több városban, többek között Strasbourgban, Párizsban, Milánóban, Grazban és Berlinben tartózkodott, és olyan hírességektől tanult, mint Helmholtz, Kirchhoff, Boltzmann és Karl Weierstrass. Oroszországba visszatérve a Pulkovói Obszervatórium munkatársa lett, ahol többek között a Szaturnusz holdjait tanulmányozta.
1881-ben Struve a dorpati cári egyetemen a legmagasabb kitüntetéssel szerzett mesterdiplomát, 1882-ben pedig a Szentpétervári Egyetemen védte meg doktori disszertációját (Pulkovónak nem voltak társult oktatási intézményei). Mindkét munka az optika területéről szólt, konkrétan a mesterdiploma-munka címe A Fresnel-féle interferenciajelenségről – elméleti és kísérleti munka volt – maga Struve szerint a családi hagyományok ellenére akkoriban még nem állt szándékában csillagásznak állni. Később azonban izgatni kezdte apja terve, hogy Pulkovóban egy 30 hüvelykes távcsövet építsen, amelynek fantasztikus új megfigyelési lehetőségei voltak. Struve munkája során széles körben használta ezt a távcsövet. 1883-ban a Pulkovói Obszervatórium adjunktus csillagászává nevezték ki.
A Struve család ekkor már nagy tiszteletnek örvendett Oroszországban, és III. Sándor orosz cár erősen kívánta, hogy Hermann legyen apja, Otto utódja a Pulkovói Obszervatórium igazgatója. Hermann azonban udvariasan visszautasította az ajánlatot, arra hivatkozva, hogy épp a Szaturnusz kulcsfontosságú megfigyelései közepén van, amelyeket az adminisztratív feladatok megszakítanának. 1890-ben Struvét nevezték ki a Pulkovo vezető csillagászává azzal az egyértelmű kikötéssel, hogy a Szaturnusz-munkák befejezése után ő lesz az igazgató. III. Sándor 1894-ben bekövetkezett halála azonban felszabadította Struvét e feladat alól. Az orosz társadalomban fokozatosan oroszbarát nézetek alakultak ki, beleértve a tudományt is, és a külföldiek egyre inkább idegennek
1895-ben a Königsbergi Egyetemen kapott állást, és még ugyanebben az évben kinevezték a Königsbergi Obszervatórium vezetőjévé.
A matematikában a {\displaystyle H_{\alpha }(x)} Struve-függvényt róla nevezték el..

## Források

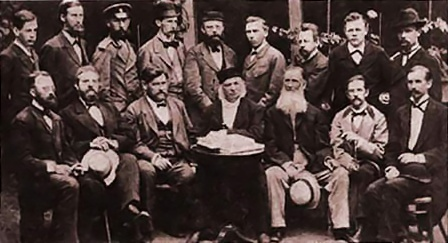
A Pulkovói Obszervatórium személyzete 1883-1886 között.

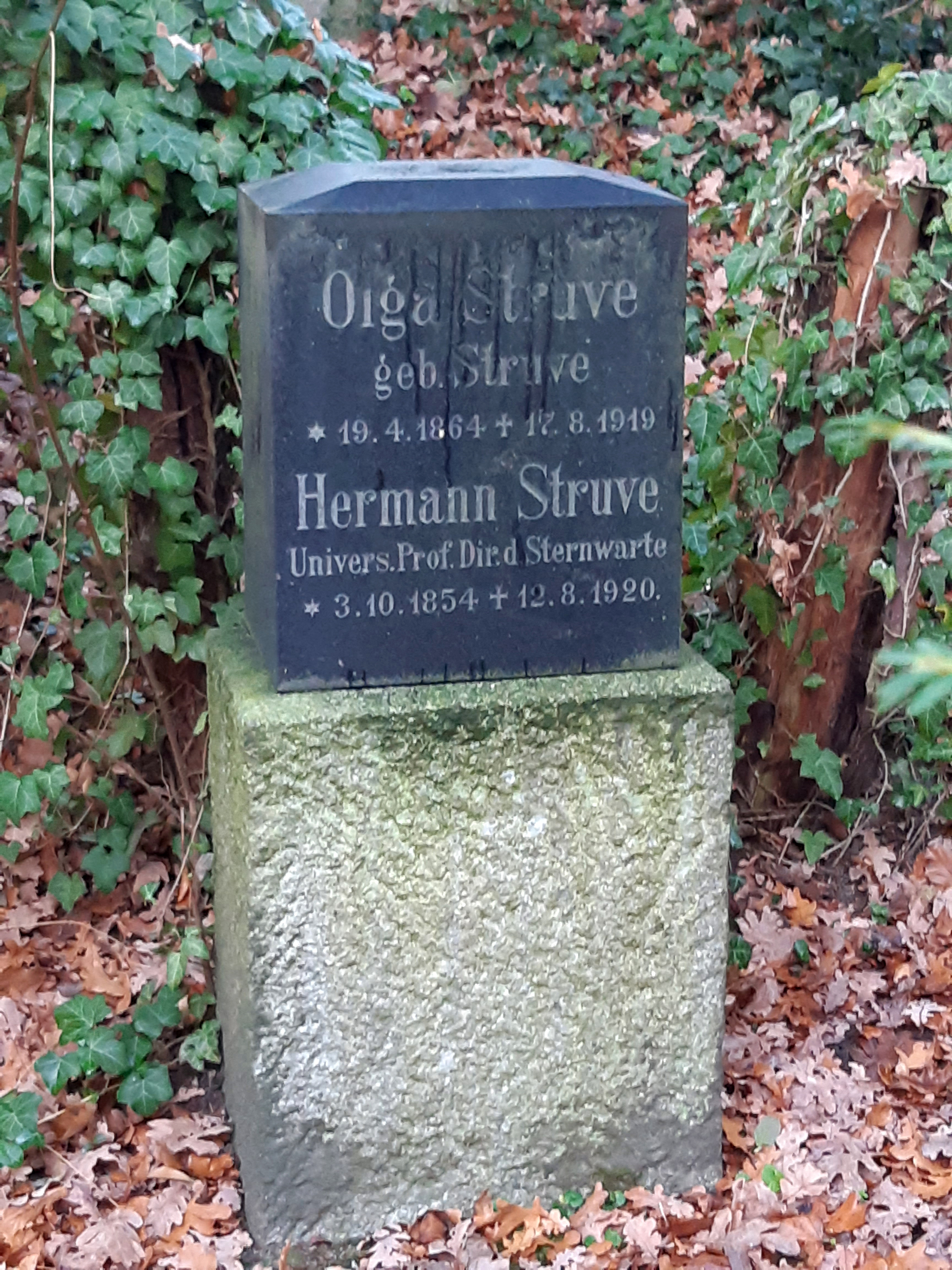
Hermann Struve síremléke

## Fordítás
Ez a szócikk részben vagy egészben  a   Hermann von Struve című angol Wikipédia-szócikk fordításán alapul.  Az eredeti cikk szerkesztőit annak laptörténete sorolja fel. Ez a jelzés csupán a megfogalmazás eredetét és a szerzői jogokat jelzi, nem szolgál a cikkben szereplő információk forrásmegjelöléseként.